# Eugene Koonin
Eugene Koonin (1956) è un biologo statunitense attivo nel campo della biologia computazionale.
Ricopre il ruolo di Senior Investigator al National Center for Biotechnology Information, alla National Library of Medicine, al National Institutes of Health, presso Bethesda, MD, USA, ed è un esperto riconosciuto nel campo della biologia evolutiva
Koonin ha ottenuto un Master of Science nel 1978 e PhD nel 1983 in Biologia molecolare del Dipartimento di Biologia, Università Statale di Mosca. Ha svolto attività di ricerca in Biologia Computazionale presso l'Istituto di Poliomielite e l'Istituto di Microbiologia di Mosca nel 1985-1991. Ha lavorato presso il  NCBI dal 1991 ed è direttore della sezione di analisi del genoma in Trends in Genetics. Koonin ha un numero di Erdős pari a 2.
Obiettivi di ricerca principali:
- Analisi comparativa dei genomi sequenziati e metodi automatici per genome - scala di annotazione delle funzioni geniche [2]
- Applicazione delle comparative genomica per l'analisi filogenetica, la ricostruzione di forme di vita ancestrali e la costruzione di grandi scenari evolutivi.
- Modellazione matematica di evoluzione del genoma [3] [4] [5]
- Studio computazionale delle principali transizioni nell'evoluzione della vita, come l'origine degli eucarioti.
- Evoluzione del signaling eucariotico e percorsi di sviluppo dal punto di vista comparativo - genomico.
- Test di previsioni fondamentali della teoria dell'evoluzione utilizzando il confronto di sequenze genomiche.

Ha proposto dei calcoli che suggeriscono che le probabilità in gioco diventano ammissibili per giustificare la possibilità di pervenire al sistema di traduzione/replica del DNA mediante il caso e la selezione darwiniana solo se si accetta la teoria del multiverso.